# Skrea IF
Skrea IF är en fotbollsklubb i Skrea i Falkenbergs kommun, grundad 1931. Hemmamatcher spelas på Skrea IP som ligger i centrala Skrea, ungefär vid Skrea kyrka.
Bland elitfotbollsspelare som har representerat klubben märks Carl-Oscar Korenado, Johannes Vall och Alexander Johansson. Även fotbollstränaren Martin Möller och friidrottaren Tilde Johansson har spelat i Skrea IF.